# 神嘗祭
| 宮中祭祀の主要祭儀一覧             |
| 四方拝・歳旦祭                     |
| 元始祭                             |
| 奏事始                             |
| 昭和天皇祭（先帝祭）               |
| 孝明天皇例祭（先帝以前三代の例祭） |
| 祈年祭                             |
| 天長祭（天長節祭）                 |
| 春季皇霊祭・春季神殿祭             |
| 神武天皇祭・皇霊殿御神楽           |
| 香淳皇后例祭（先后の例祭）         |
| 節折・大祓                         |
| 明治天皇例祭（先帝以前三代の例祭） |
| 秋季皇霊祭・秋季神殿祭             |
| 神嘗祭                             |
| 新嘗祭                             |
| 賢所御神楽                         |
| 大正天皇例祭（先帝以前三代の例祭） |
| 節折・大祓                         |

神嘗祭（かんなめさい・かんなめのまつり・かんにえのまつり）は、宮中祭祀のひとつ。大祭。宮中および神宮（伊勢神宮）で祭祀が行われる。また、祝祭日の一つで、秋の季語でもある。

## 概要
神嘗祭は、その年に収穫された新穀（初穂）を天照大神に奉げる感謝祭にあたる。同じく宮中祭祀のひとつで、天皇が天神地祇に収穫を感謝して自ら新穀を食す新嘗祭の約1か月前に行われる。元来は新嘗祭の約2か月前に行われる祭祀であるが、1879年（明治12年）以降、神嘗祭が月遅れを採用しているため、間隔が約1か月縮んでいる。
この両祭の関係について、鈴木重胤は、租の納め始めの9月に先に神宮に奉り、納め終わる11月に天皇がきこしめす（召し上がる）という順序を意味する、と説いた。鈴木が重視したのは「延喜式」の祝詞の新年祭における記述である。
稲作の起源は、天照大神がニニギノミコトが中つ国に降る（天孫降臨）に際して稲を授けて発した「斎庭（ゆにわ）の稲穂の神勅」であり、稲づくりは天つ神の命令、委任を受けた業である。そのため、収穫は自分（天皇）のものではなく神のものであるということから、まず新穀を神々に献じ、「残をば」いただく、という神勅の精神にのっとった祭祀であるといえる。
さらに、内宮の祭神である天照大神は、内宮の御饌都神（みけつかみ、神饌を掌られる神）である豊受大御神（外宮）に奉る。これを根拠として、神宮の祭典は原則として「外宮先祭」になっている。
神宮では神嘗祭が最も重要な祭祀とされ、神嘗祭のときに御装束・祭器具を一新する。神宮の正月ともいわれる。神宮の式年遷宮は、大規模な神嘗祭とも言われる。神宮では、式年遷宮後最初の神嘗祭を「大神嘗祭」とも呼ぶ。伊勢の民衆は、この祭りを「おおまつり」と呼び、奉祝の行事を行う。神宮の神職や伊勢の神領民はこの祭りが終わるまで新穀を口にしないとされる。

## 語源
「神嘗」は、「神の饗（あえ）」が変化したと言われる。「饗え」は食べ物でもてなす意味である。また、饗は新殻を意味する贄（にえ）が転じたとする説もある。

## 祭日
かつては9月11日（旧暦）に勅使に御酒と神饌を授け、9月17日（旧暦）に奉納した。1873年（明治6年）の太陽暦採用以降は新暦の9月17日に実施となったが、稲穂の生育が不十分な時期であるため、1879年（明治12年）以降は月遅れとして10月17日に実施されている。
また、「年中祭日祝日ノ休暇日ヲ定ム」および「休日ニ関スル件」により、1874年（明治7年）から1947年（昭和22年）まで同名の祝祭日（休日）であった。新嘗祭は「勤労感謝の日」として現在まで祝日として継続しているが、神嘗祭は1948年（昭和23年）以降は平日となっている。

## 歴史
神嘗祭の起源は、天暦3年（949年）の神祇官奏上の勘文によれば、倭姫命が伊勢神宮の鎮座地を求めて巡行していた折に、壱志郡の斎片樋宮を発し、三隻の船に乗って佐志津に向かって舟をとどめた時、日夜鳥が鳴いていたので、人をやって調べさせた所、一羽の鶴がおり、八根の稲穂を守護していたので、その米を刈り取り、炊いて神に捧げたことが起源であるとする。（ただし、中世の『倭姫命世記』では、鶴の場所が伊雑宮及び元伊勢の一つ佐佐牟江宮であるとされている）。
飛鳥時代後期の大宝律令制定時には、律令の中で神祇に関する制度を定める「神祇令」において、国家祭祀の一つとして神嘗祭が明記された。奈良時代には、神嘗祭に際して天皇から神宮への幣帛使が派遣されるようになった。通説では、養老5年（721年）が神嘗祭例幣使発遣の初見とされるが、これは臨時奉幣とも考えられ、『続日本紀』の延暦9年（791年）9月甲戌条（桓武天皇の代）に「奉伊勢太神宮相嘗幣帛。常年天皇御大極殿遥拝而奉。而縁在諒闇。不行常儀。故以幣帛直付使者矣」とあり、天皇が伊勢神宮に幣帛を奉り、太極殿から神宮を遥拝したとの記述があることや、桓武天皇の命令により編纂された伊勢神宮の儀式書である『延暦儀式帳』にも勅使が記載されていることから、例幣使の派遣は桓武天皇の代を初見とし、嵯峨・淳和朝に制度として定着したとする見解もある。これは、天武系から天智系へ系統が交代した光仁天皇により伊勢神宮が重視されたことを受け、その子である桓武天皇によってさらに伊勢神宮への例幣使派遣が励行されたものと考えられる。
平安時代には、朝廷内で神嘗祭に対して「伊勢例幣」という通称が成立し、宮廷の年中儀式としての性格を持つようになり、平安時代成立の儀式書では、神嘗祭の勅使には卜定により定められた王・中臣氏・忌部氏が選ばれ、勅使発遣に際しては中臣氏に対して宣命が、忌部氏に対して幣帛が渡されるといった例幣使に関する細かな規定まで定められるようになった。伊勢神宮への例幣使の派遣は、応仁の乱以降中断するが、1647年（正保4年）に後光明天皇の特旨により幣帛使の発遣が復活して以降は中断なく派遣が行われている。
1871年（明治4年）以降は、幣帛使の派遣に加えて皇居の賢所でも天照大御神に神饌を献上する神嘗祭の儀式が行われた。神嘗祭の儀式に先立って、天皇は宮中三殿の神嘉殿南庇で神宮を遥拝する。1908年（明治41年）9月19日制定の「皇室祭祀令」では大祭に指定。
なお、日中戦争中の1940年（昭和15年）の神嘗祭の日には、紀元二千六百年記念行事の一つとして皇紀二千六百年奉祝全国基督教信徒大会も開催された。
皇室祭祀令は1947年（昭和22年）5月2日に廃止されたが、以降も宮中および神宮では従来通りの神嘗祭が行われている。

## 祭祀詳細

### 古儀
「由貴夕大御饌」および「由貴朝大御饌」においては、正殿床下の「心の御柱」に大御饌を供進する。この祭儀に列するのは禰宜、大内人（3人）、大物忌、宮守物忌、地祭（とこまつり）物忌、酒作（さかとく）物忌、清酒作物忌、および介添役としてそれぞれの物忌の父の計14名で、この内御床下に進んで大御饌を供進するのは、大物忌、宮守物忌、地祭物忌のみであった。
奉幣の儀においては、まず斎王が外玉垣御門内の四丈殿に参入する。太玉串を大神宮司から受け取り、内玉垣御門内まで参入して大物忌に授け、大物忌がさらに内側の瑞垣御門内に立てる。斎王は四丈殿へ戻り、直接正殿で拝礼しない。次いで大神宮司らが参入して太玉串を立て、正殿を開扉、幣帛、御衣を納めて一度退出、両正殿の荒魂を祀る荒祭宮、多賀宮にて同様の儀を行った後、改めて外玉垣御門内に参入して御神楽を奉納、終了後、ここまで四丈殿に待機していた斎王以下、退出する。

### 現在の祭儀
神嘗祭に先立っては、興玉神にこれより先の祭儀の無事を祈る「興玉神祭」や、祭祀奉仕者が神の御心に適い奉仕する資格を有しているかを神に伺う御卜が行なわれる。この御卜とは、祭主以下奉仕者の職名と名が一人ずつ読み上げられ、その都度息を吸い込む口笛を吹き、次いで笏で琴板という木板を打つ祭儀で、この一連の流れが滞りなく進むと大御心に適ったということになり、逆に一連の流れの中でどこかに滞りが生じた場合、その者は祭祀に奉仕できない決まりとなっている。
神嘗祭ではまず御饌の供進が行われ、飯・餅と白酒・黒酒を主として、海魚12種、川魚2種、野鳥、水鳥、海草、野菜、果実、塩、水が奉られる。この神饌の内容は、「由貴大御饌」と呼ばれ、三節祭に限り供進される特別な神饌であり、大御饌に際しては、瑞垣の四方に神饌を祀る瑞垣神饌という神事も行われる。
由貴大御饌の翌日の正午には勅使も参向し幣帛を奉るが、神宮における幣帛は、金ではなく絹織物などの実物で、削った柳の木を編んだ柳箱に入れられて正殿内まで奉られる。なお、天皇は神嘗祭に当たって皇居において神宮を遥拝する。
両正宮以下主要な神社は下表の日程で斎行する。
| 神社                                             | 由貴夕大御饌     | 由貴朝大御饌     | 奉幣             | 御神楽       |
| 皇大神宮（内宮）                                 | 10月16日22時     | 10月17日2時      | 10月17日12時     | 10月17日18時 |
| 豊受大神宮（外宮）                               | 10月15日22時     | 10月16日2時      | 10月16日12時     | 10月16日18時 |
| 荒祭宮                                           | 皇大神宮に続く   | 皇大神宮に続く   | 皇大神宮に続く   |              |
| 多賀宮                                           | 豊受大神宮に続く | 豊受大神宮に続く | 豊受大神宮に続く |              |
| 月讀4宮・土宮・月夜見宮                          | 10月18日22時     | 10月19日2時      | 10月19日10時     |              |
| 瀧原2宮・同所管社                                | 10月22日22時     | 10月23日2時      | 10月23日10時     |              |
| 伊雑宮・同所管社・風日祈宮・倭姫宮・風宮         | 10月24日22時     | 10月25日2時      | 10月25日10時     |              |
| 滝祭神                                           | 皇大神宮に続く   | 皇大神宮に続く   | 10月19日3時      |              |
| 興玉神・宮比神・屋乃波比伎神・御稲御倉・由貴御倉 | 皇大神宮に続く   | 皇大神宮に続く   | 10月18日10時     |              |
| 御酒殿神・四至神（内宮・外宮とも）               | 両正宮に続く     | 両正宮に続く     | 10月18日10時     |              |
| 朝熊神社2社・鏡宮神社                            | 10月19日22時     | 10月20日2時      | 10月20日10時     |              |
| 草奈伎神社                                       | 10月19日22時     | 10月20日2時      | 10月20日10時     |              |

その他の神社は以下の日程で斎行。
- 10月19日
  - 園相巡回：川原・園相・久具都比賣・小社・奈良波良神社
  - 大間巡回：高河原・清野井庭・大間国生・小俣・志等美・大河内・打懸・度会国御・大津・上御井・下御井神社
- 10月20日
  - 鴨巡回：鴨下・田乃家・同御前・鴨・津布良・蚊野・同御前・朽羅神社
  - 大国玉巡回：度会大国玉比売・伊我理・井中・山末・田上大水・同御前・河原淵・御食・志宝屋・河原・毛理・宇須乃野・県神社
- 10月21日
  - 湯田巡回：湯田・狭田国生・坂手国生・棒原・御船神社・牟弥乃神社
- 10月22日
  - 大土巡回：津長・新川・石井・大水・川相・熊淵・饗土橋姫・大山祇・子安・宇治山田・那自賣・葭原・大土御祖・宇治乃奴鬼・国津御祖・葦立弖神社
  - 機殿巡回：神服織機殿・同末社・神麻続機殿神社・同末社
  - 赤崎巡回：赤崎神社
- 10月23日
  - 堅田巡回：加努弥・御塩殿・堅田・江・神前・許母利・荒前・粟皇子神社